# Norrnäs, Närpes
Norrnäs är en by i västra Närpes stad i Finland. Grannbyar är Nämpnäs i söder, Rangsby i norr och Näsby i öster. Byns landareal är 32 km² varav ca 700 hektar används till jordbruk. Skärgården i Norrnäs är vidsträckt, vattenområdet i skärgården omfattar 29 km².
Norrnäs är en typisk småbrukarby, eftersom strukturomvandlingen gått i snabb fart. Idag arbetar ca 80 personer utanför byn och omkring 60 personer har sina arbetsplatser i byn. Västra Närpes skola är den största arbetsgivaren i byn.
Befolkningen i byn uppgick år 2012 till 280 personer och var fördelad på 131 hushåll. Av dem har 93,8% svenska som modersmål, 4,8% finska och 1,4% ett annat modersmål.